# Revegetación

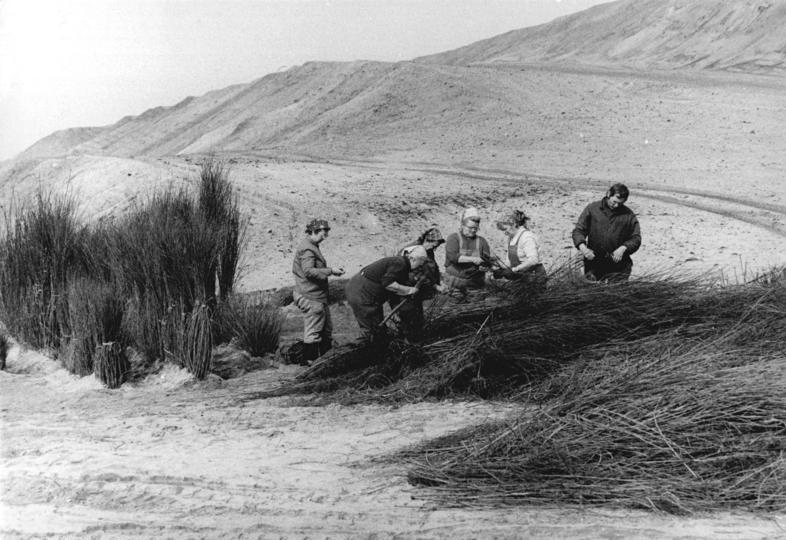
Preparación de primavera de arbustos para la recuperación de vertederos formados como resultado de la minería a cielo abierto. Barrio de la ciudad de Cottbus, RDA.

La revegetación es una práctica que consiste en devolver el equilibrio o restaurar la cubierta vegetal de una zona donde sus formaciones vegetales originales están degradadas o alteradas. Los objetivos de revegetar se pueden resumir así:
- Mejorar la estabilidad del suelo (o terreno) a largo plazo y protegerlo contra la erosión hídrica y la eólica.
- Reducción de la lixiviación a través del terreno.
- Disminución de la cantidad de elementos tóxicos vertidos en cursos de aguas superficiales y subterráneas.
- Desarrollo de ecosistemas acordes al medio circundante para ayudar a la recolonización natural y al mantenimiento del equilibrio ecológico de especies.

Para la realización correcta de una revegetación, es necesario un buen estudio previo de la zona de actuación:
- Revisión histórica (herbarios y bibliografía) y un inventario de las series y las especies de la zona objeto del trabajo
- Características edafológicas del área de plantación
- Climatología de la región
- Series de vegetación con las que se relacionan las especies implicadas, su distribución general, su ecología, su fenología
- Épocas de plantación, la potencialidad
- Áreas de introducción de las distintas especies y los factores bióticos asociados.